# Sevofluran
Sevofluranul este un anestezic general de tip eter halogenat, utilizat pentru inducerea și menținerea anesteziei generale. Este un lichid volatil și se administrează inhalator. După desfluran, este anestezicul volatil cu cea mai rapidă inducție și revenire din anestezie.

## Utilizări medicale
- Anestezie generală, inducere și menținere[9][10]

## Reacții adverse
Poate produce agitație, tahicardie, bradicardie și tulburări respiratorii. Un efect advers sever este hipertermia malignă.